# Oak Grove (Illinois)
Oak Grove è un villaggio degli Stati Uniti d'America, situato nello Stato dell'Illinois, nella contea di Rock Island.